# Beit HaEmek
Beit HaEmek (hébreu : בֵּית הָעֵמֶק, litt. « maison de la vallée ») est un kibboutz situé dans le conseil régional de Mateh Asher, dans le district nord d'Israël. Il se trouve dans la région historique de la Galilée occidentale. Il compte 552 habitants en 2017.

## Historique

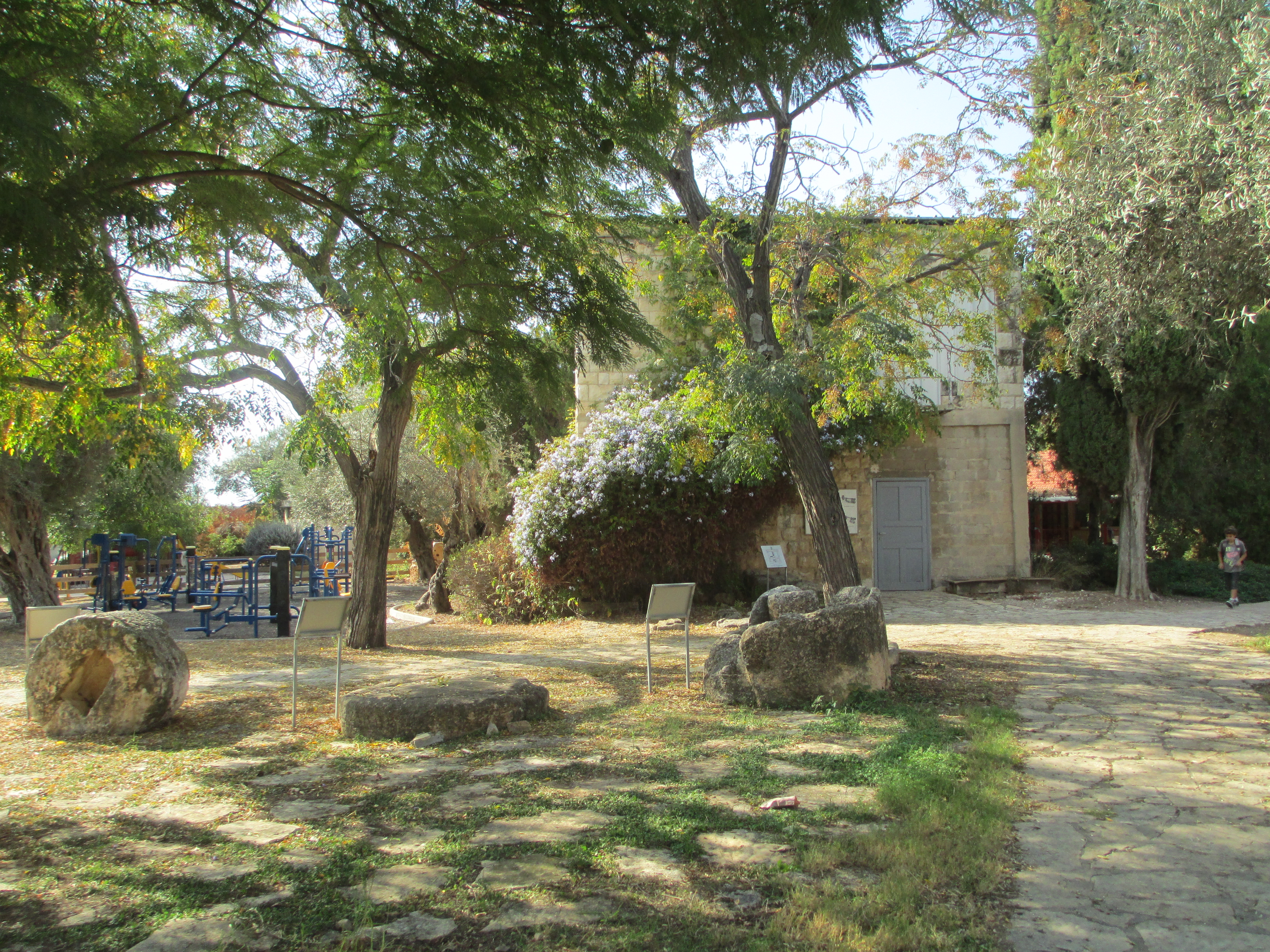
Le parc archéologique de Beit HaEmek.

Le kibboutz est fondé en 1949, en partie par des membres du Habonim Dror britannique. Son nom est inspiré de ceux du village voisin, Amka, et de la ville biblique de Beth-emek, « comprise dans les terres tribales de la tribu d'Asher » et mentionnée dans Josué 19:27. Celle-ci se trouvait à 5 km au nord-est de l'actuel kibboutz. Le kibboutz est construit sur les terres du village palestinien dépeuplé de Kuwaykat,. En plus de ses activités agricole, le kibboutz accueille des entreprises scientifiques comme Biological Industries, un des fournisseurs les plus importants et les plus reconnus de l'industrie bioscientifique,. Vers l'an 2000, les habitants de Beit HaEmek décident par vote de privatiser le kibboutz.